# 朱安𣿈
信陵懿簡王朱安𣿈（1482年—1515年），明朝周藩第一代信陵王，周惠王朱同䥝的庶第十八子。

## 生平
弘治弘治五年（1492年）十月，封信陵王。
正德十年（1515年），朱安𣿈去世，享年三十四歲，諡號懿簡。六年後，嫡長子朱睦楃襲爵。

## 家庭

### 子
- 嫡長子：信陵莊安王朱睦楃[3]